# Polybia juruana
Polybia juruana är en getingart som beskrevs av Ihering 1904. Polybia juruana ingår i släktet Polybia och familjen getingar. Inga underarter finns listade i Catalogue of Life.